# CENATIC

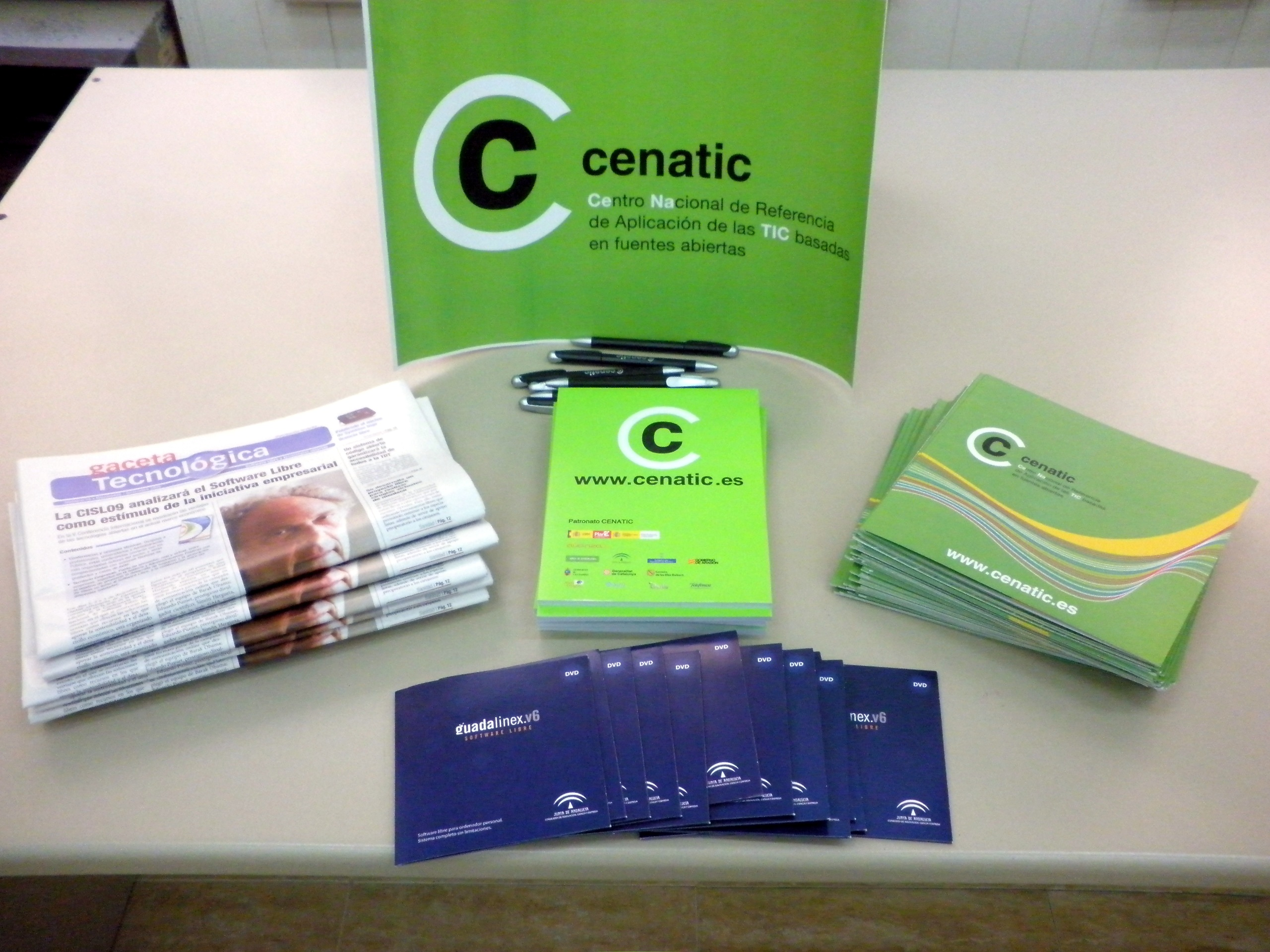
Bolígrafos y blocs de CENATIC, ejemplares de Gaceta Tecnológica y DVD de Guadalinex v6.

El Centro Nacional de Referencia de Aplicación de las Tecnologías de la Información y la Comunicación, conocido por su siglas CENATIC fue una Fundación Pública Estatal española, único proyecto estratégico del Gobierno de España para la promoción del software de fuentes abiertas en todos los ámbitos de la sociedad. Es un centro pionero en España para la difusión y uso de las fuentes abiertas en las Tecnologías de la Información y la Comunicación (TIC). 
En el BOE de 9 de octubre de 2013 se disuelve la Fundación y CENATIC pasa a depender de Red.es

## Patronato de CENATIC
CENATIC es una Fundación Pública Estatal, promovida por el Ministerio de Industria, Turismo y Comercio (a través de la Secretaría de Telecomunicaciones y para la Sociedad de la Información y la entidad pública Red.es) y la Junta de Extremadura, que además cuenta en su Patronato con las comunidades autónomas de Andalucía, Asturias, Aragón, Cantabria, Cataluña, Illes Balears y País Vasco. También forma parte del Patronato de CENATIC la empresa Telefónica.

## Proyectos

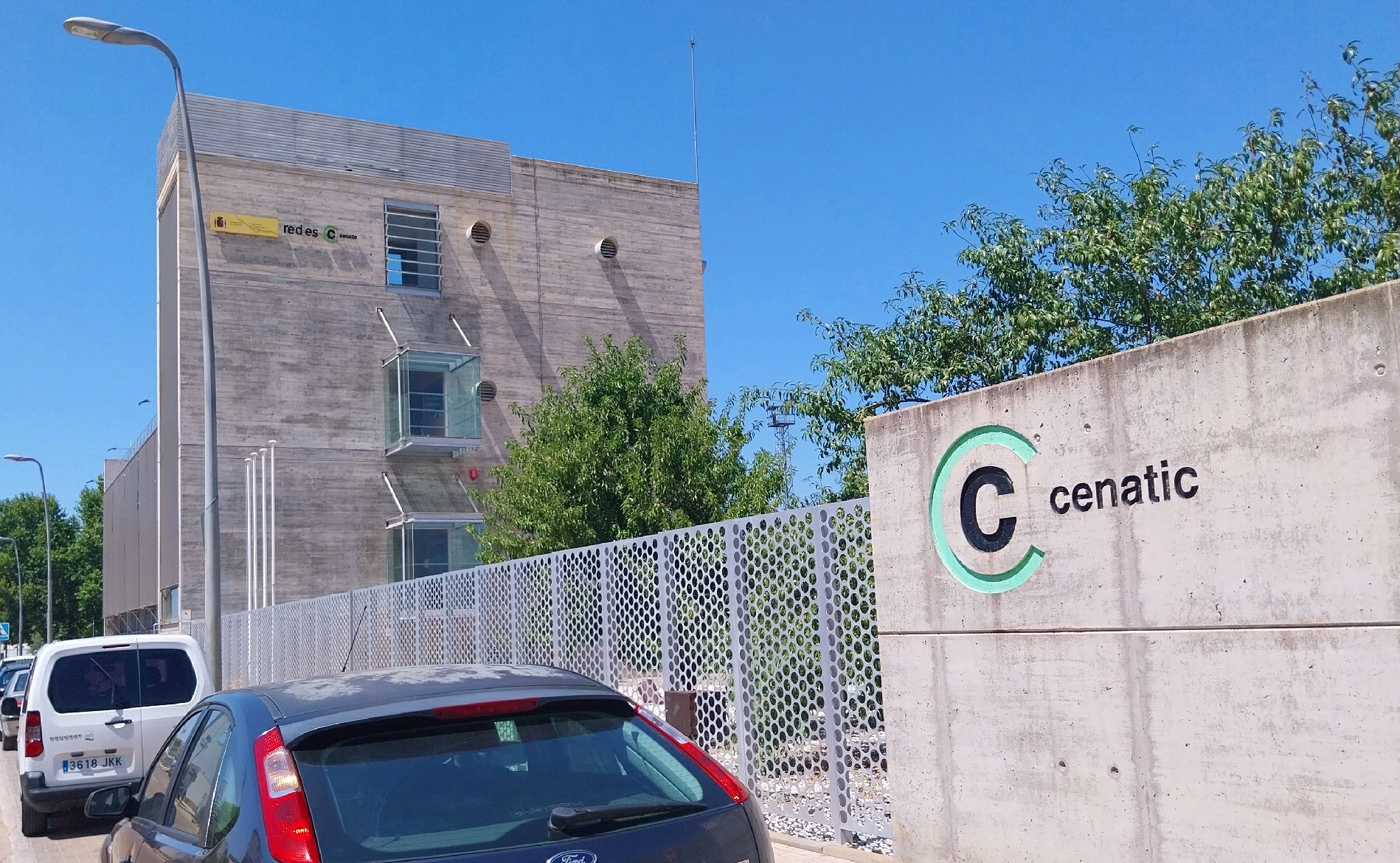
Oficinas del CENATIC en Almendralejo

Además de diversos informes, CENATIC trabaja y promociona proyectos abiertos como OpenDNIe o el Programa de Mejora de Competitividad de Empresas MCE que puedes conocer en https://web.archive.org/web/20111125173102/http://mce.cenatic.es/
CENATIC presentó a la Comunidad Internacional del Software Libre a los Fundación Príncipe de Asturias 2011 aprovechando la invitación de la organización de la premios, llegando a ser considerada finalista en dicho galardón. http://www.cenatic.es/swlppa
Página de publicaciones: http://www.cenatic.es/publicaciones
Observatorio: http://observatorio.cenatic.es/ Archivado el 28 de diciembre de 2011 en Wayback Machine.